# Beppe Starnazza e i Vortici
Beppe Starnazza e i Vortici era un gruppo musicale swing-punk formato nel 1980 da Freak Antoni (nei crediti con il suo vero nome Roberto Antoni).

## Storia dei Vortici
Nel 1980, la scelta degli Skiantos di partecipare al Festival di Sanremo 1980 generò una frattura interna alla band che si concluse con la temporanea fuoriuscita di Freak Antoni dalla band che lo aveva reso famoso. In questo periodo l'attività dell'artista si concentrò su altri progetti: Nel 1981, assieme a Pasquale Minieri (ex Canzoniere del Lazio e Carnascialia), Daniele "Lele" Marchitelli, Tommaso Vittorini, Gigi Canu, Roberto Manfredi (poi con i Figli di Bubba), Franco Serafini (ex Panda ed Everest, nell'occasione alla batteria), Silvano Borgatta (pianoforte) e Bruno Bergonzi (batteria), nasce la band Beppe Starnazza e i Vortici, in cui Antoni espresse il suo lato più squisitamente satirico e letterario.
Il nome della band era un omaggio a Pippo Starnazza (il cui vero nome era Luigi Redaelli), cantante ed attore degli anni quaranta dalla vena fortemente umoristica. Beppe Starnazza e i Vortici vennero lanciati dalla trasmissione televisiva Mister Fantasy condotta da Carlo Massarini, in cui Freak Antoni si spacciava per il sedicente figlio del cantante Pippo Starnazza. Il gruppo presentava un repertorio costituito da cover in chiave rock di brani swing italiani degli anni quaranta-cinquanta che comprendevano brani tra gli altri di Rodolfo De Angelis, Fred Buscaglione, Trio Lescano e Natalino Otto.
Nello stesso anno la band pubblicò l'album Che ritmo! con la CBS da cui fu anche tratto il singolo Il dritto di Chicago da un brano di Fred Buscaglione, che vedeva sul lato B Teresa non sparare di Fred Buscaglione e i suoi Asternovas.
Nella preparazione del tour la band chiese a Massimo Giacon delle illustrazioni per il manifesto, e fu proprio da qui che nacque il fumetto Beppe Starnazza e i Vortici, i cui episodi sceneggiati dallo stesso Antoni, furono pubblicati per un periodo su linus.
Prima dello scioglimento, la band pubblicò il singolo su 7" Disco frenesia / I salamini Medley (1982, CBS)

## Discografia

### Album in studio
- 1981 - Che ritmo!

### Singoli
- 1981 - Il dritto di Chicago
- 1982 - Disco frenesia/I salamini medley

### Partecipazioni
- 1982 - AA.VV. Only For Dee Jays
- 2005 - L'incontenibile Freak Antoni

## Formazione
- Freak Antoni - voce
- Pasquale Minieri
- Daniele Marchitelli
- Tommaso Vittorini
- Gigi Canu
- Roberto Manfredi
- Franco Serafini
- Silvano Borgatta
- Bruno Bergonzi - batteria